# Seurre
Seurre is een gemeente in Frankrijk aan de Saône. Seurre telde op 1 januari 2022 2.336 inwoners.

## Geografie
De oppervlakte van Seurre bedroeg op 1 januari 2022 8,99 vierkante kilometer; de bevolkingsdichtheid was toen 259,8 inwoners per km².
De onderstaande kaart toont de ligging van Seurre met de belangrijkste infrastructuur en aangrenzende gemeenten.

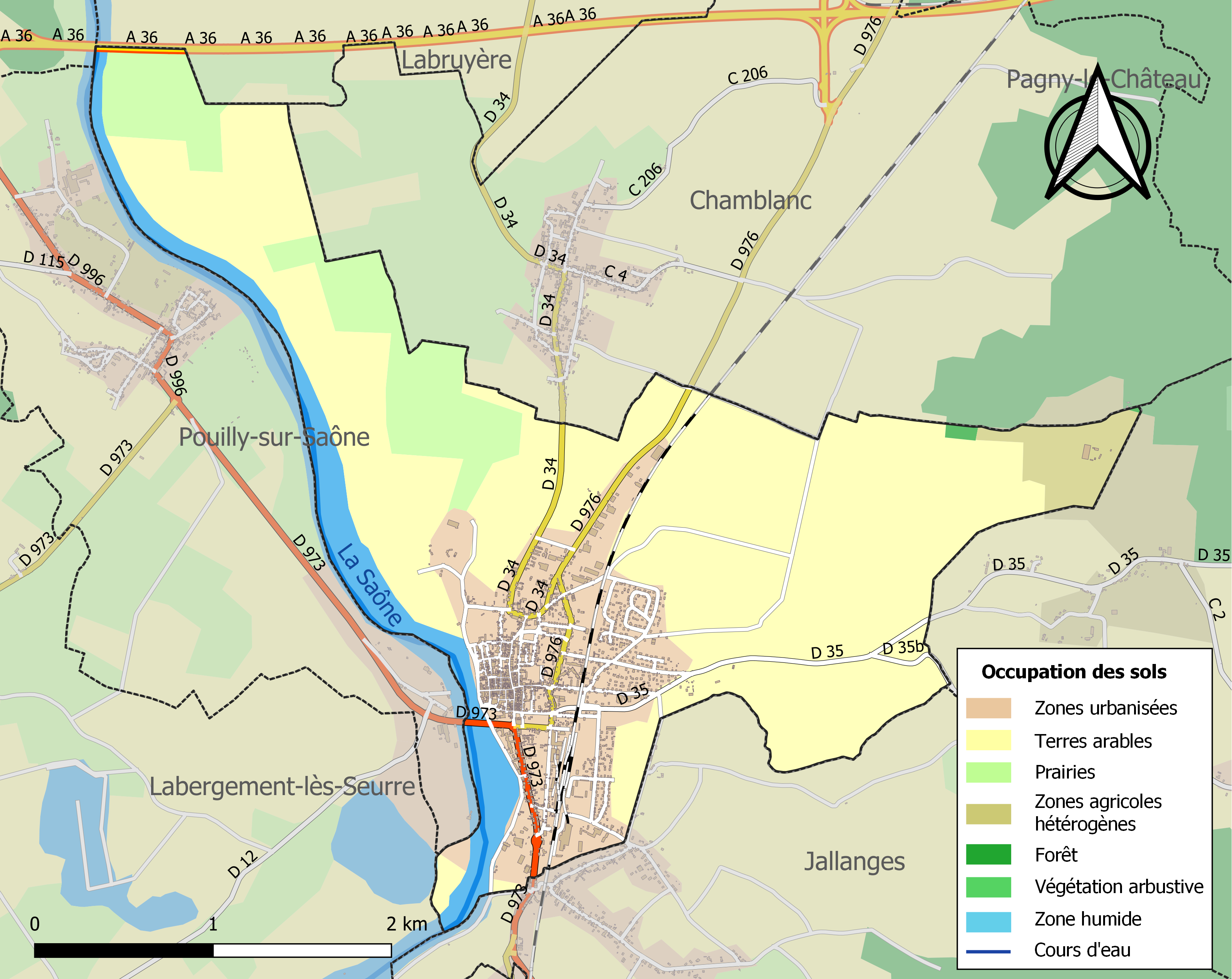

## Demografie
Onderstaande figuur toont het verloop van het inwonertal, bron: INSEE-tellingen). 